# Chater-Lea
Chater-Lea fou un fabricant britànic de bicicletes, motocicletes i automòbils que tenia la seu inicial a una fàbrica de cinc pisos construïda expressament a Banner Street, Londres -ara convertida en edifici d'habitatges- i, a partir del 1928, a Letchworth (Hertfordshire). L'empresa va ser fundada el 1890 per William Chater Lea (el nom amb guionet va ser adoptat per la companyia per raons estètiques durant la dècada del 1920) per a fabricar quadres i components de bicicleta, activitat que va desenvolupar fins a mitjan dècada del 1960. També va fabricar motocicletes del 1903 al 1935 i automòbils del 1907 al 1922. El fundador es va morir el 1927 i el negoci va ser assumit pels seus fills John i Bernard. Un cop acabada la producció de vehicles, la companyia va continuar funcionant com a fabricant de components de bicicleta i fabricant subcontractista fins al 1987.
La companyia es va rellançar el 2017 com a fabricant de components de bicicleta britànics de gamma alta i va llançar els seus primers productes a l'estiu del 2019.

## Història

### Bicicletes i components
Nascut el 1859, William Chater Lea va adquirir els seus coneixements d'enginyeria quan va fer d'aprenent a Linley & Biggs, el fabricant de les bicicletes de renom internacional Whippet. Va córrer amb aquesta marca amb cert èxit i va guanyar la cursa de bicicletes més antiga del món, la Catford Hill Climb, els anys 1888, 89 i 91 (el 1890 no hi va participar perquè en aquells moments estava fundant la seva empresa). Com que els nous fabricants prioritzaven sempre la innovació, en el seu primer any de funcionament Chater-Lea va patentar un enginyós sistema de protecció de cadena que consistia en una goma sense fi, en forma d'U i reforçada per una inserció de tela. La coberta embolcallava la superfície exterior de la cadena i girava amb ella, i necessitava l'ús d'un lubrificant sec que no fes malbé la goma.

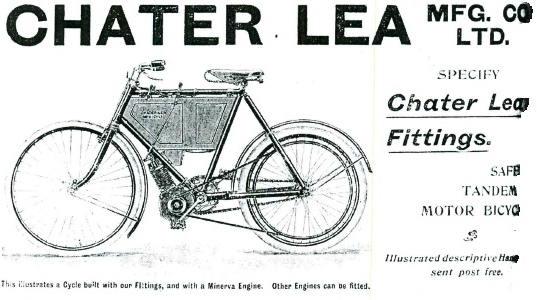
Anunci de Chater Lea de 1902 amb una bicicleta motoritzada

La companyia va començar a produir en un petit taller a Richmond Street, a Clerkenwell (Central London). A causa del ràpid creixement, l'empresa es va anar traslladant a locals cada vegada més grans, tots ben a prop. Entre ells, un a Great Sutton Street, un gran local al número 114-120 del Golden Lane (convertit en anar-se'n Chater Lea en cerveseria i actualment seu del proveïdor de materials de construcció Wickes) i una fàbrica de cinc pisos construïda al número 74-84 de Banner Street. Aquest bonic edifici encara es manté, convertit en apartaments de luxe per a treballadors de la ciutat. A mitjan dècada de 1920, la companyia tornava a necessitar més espai i va encarregar la construcció d'una gran fàbrica a la ciutat en creixement de Letchworth Garden City, a 56 km de Londres, on es va traslladar finalment el 1928. Situada a New Icknield Way East, a Letchworth, la fàbrica era al mateix lloc que la de la British Tabulating Machine Co Ltd (l'empresa que produí més de 200 dispositius Bombe per a Alan Turing i l'equip de Bletchley Park que treballava en el desxiframent dels codis Enigma durant la Segona Guerra Mundial). William Chater Lea s'havia mort un any abans i no va poder veure acabada la nova fàbrica, però els seus fills John i Bernard van gestionar l'empresa des de la nova seu fins que aquella es va dissoldre a finals de la dècada del 1980.
Des dels primers anys de la seva fundació, Chater-Lea va produir totes les fixacions, components i marcs necessaris per a construir una bicicleta sencera. Els tubs de bastidor i les subjeccions de Chater-Lea eren considerats els més bons i varen ser emprats per fabricants de bicicletes a mida arreu del món des del 1900. La marca va produir també components del tren de tracció (pedals, manetes, baules de cadena, pinyons lliures i eixos), sovint a un rang de preus que comprenia des dels cars de qualitat màxima fins als més econòmics de baixa qualitat, fins a la dècada del 1960. La publicació dels seus catàlegs anuals de bicicletes s'esperava amb expectació; els catàlegs, que contenien especificacions detallades del producte, dibuixos tècnics i fotografies, estaven redactats en una extensa prosa que exaltava les virtuts i el goig de la conducció de les bicicletes i la filosofia de la marca, basada en una qualitat excepcional, durabilitat i enfocament en la producció utilitzant els millors materials i processos.
El declivi de Chater-Lea va començar probablement a finals de la dècada del 1950. La culpa podria ser, en part, de l'auge de l'automòbil. Ron Kitching, director de la principal companyia de distribució de bicicletes de la Gran Bretanya de la postguerra, va escriure sobre la desaparició de la indústria i culpa del descens de vendes de Chater-Lea la Raleigh Bicycle Company. Raleigh havia establert una posició gairebé monopolista a finals dels cinquanta que li permetia de reduir els preus als proveïdors fins a tal punt que no podien romandre en el negoci. Kitching il·lustra el declivi fent referència als seus catàlegs Everything Cycling: el 1948 hi recollia més de 120 empreses britàniques de components, però el 1988 només en quedaven 13.

### Automòbils

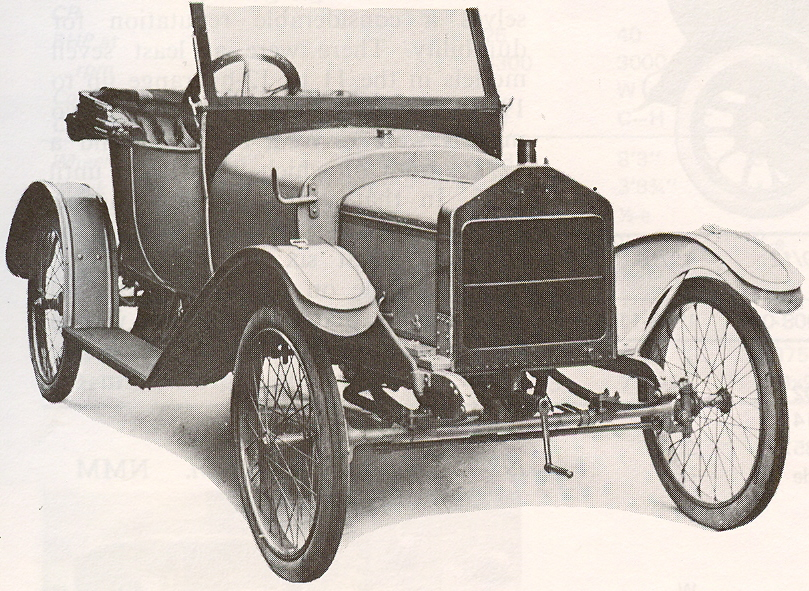
Automòbil Chater-Lea de 1913

El primer cotxe de la marca va ser el Carette de 1907, un biplaça amb motor bicilíndric en V refrigerat per aire de 6 CV amb transmissió per cadena a una de les rodes posteriors. S'anunciava encara el 1908, però sembla que se'n varen fer poques unitats.
L'empresa va fer una incursió més seriosa dins el mercat automobilístic el 1913 amb un model de 4 cilindres refrigerat per aigua de 1.094 cc i 8 CV amb transmissió per eix i canvi de tres velocitats. El motor era de fabricació pròpia. Algunes unitats duien probablement el motor V-twin anterior. Després de la Primera Guerra Mundial, el 1921, es va tornar a llançar amb un motor de 1.315 cc i 10 CV, també amb caixa de canvis de tres velocitats. La versió biplaça costava 350 lliures esterlines i més tard s'abaixà a 300. Se'n varen fabricar alguns centenars, el darrer dels quals el 1922.
El fabricant Gillyard de Bakerend Road, Bradford (Yorkshire) va proposar a l'empresa de fer-se càrrec de la fabricació del model de 8 CV, però malgrat haver-se'n fet probablement un prototipus, la idea no es va arribar a concretar.
El 2017 es va localitzar un Chater-Lea de 1913 amb motor Singer prop de Swindon, i un de similar s'ha localitzat també a Nova Zelanda.

### Motocicletes

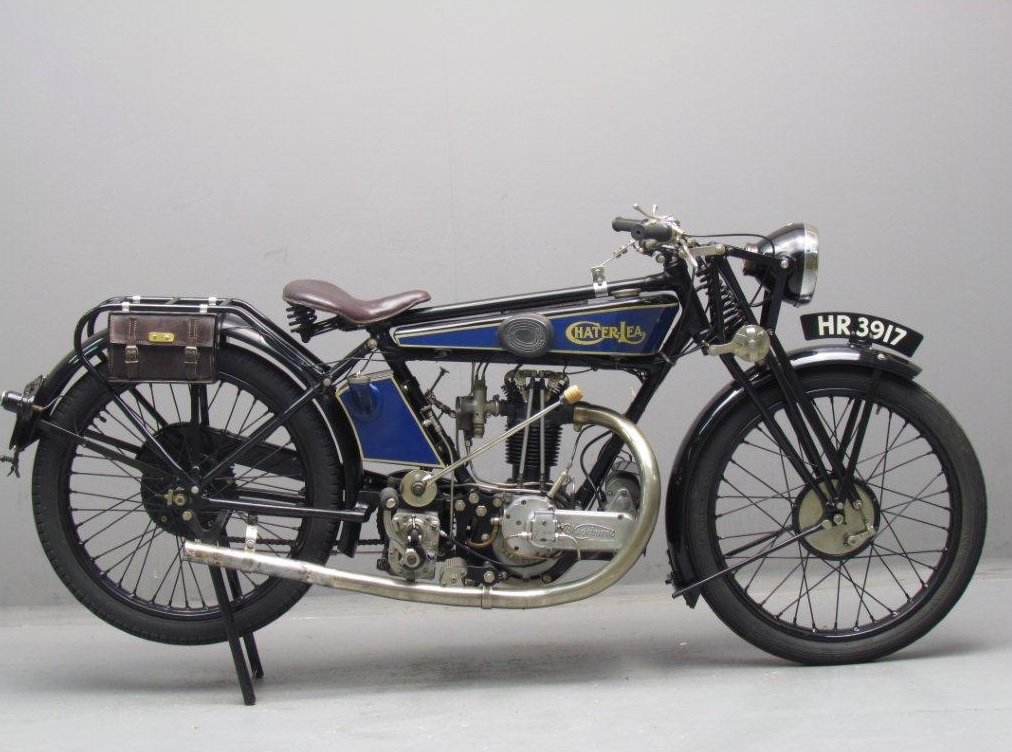
Motocicleta Chater-Lea de 1926 amb motor Blackburne de 350 cc

L'empresa va fabricar quadres per a bicicletes des de la seva fundació i aviat va oferir motors per afegir-los-hi. Des del 1903 va passar a fabricar motocicletes completes i el 1908, Chater-Lea debutà al TT de l'illa de Man. Abans de la Primera Guerra Mundial, l'empresa va fer servir diversos motors propietaris.
Ja en temps de pau, es va reprendre la producció el 1919 amb models bicilíndrics seguits de monocilíndrics de gran cilindrada durant els anys vint. A començaments d'aquella dècada, Chater-Lea va intentar canviar la seva imatge de marca especialista en motos de turisme per una de més esportiva i va contractar Dougal Marchant com a enginyer de desenvolupament.
Marchant va convertir un motor ohv Blackburne dissenyat per Woodmann en un d'arbre de lleves aeri i aquest es va convertir en el primer motor de 350 cc a superar els 160 km/h tot aconseguint els 162,24 km/h durant el quilòmetre llançat a l'abril de 1924. Més tard, Marchant va aconseguir per a la firma un rècord mundial de quilòmetre llançat per a motocicletes de 350 i 500 cc amb 165,60 km/h, tot i que el motor era el seu especial i no el de producció posterior de Chater-Lea amb càmera frontal. Es van vendre pocs models esportius Chater-Lea producte d'aquestes proves, però la firma va aconseguir un contracte per a subministrar 800 combinacions de sidecar AA Patrol que compensaren els costos esmerçats. El pilot austríac Michael Geyer va guanyar moltes curses amb el model "Camshaft".
Les darreres motocicletes Chater-Lea es van fabricar el 1936. La producció es va aturar quan el seu proveïdor de motors, Blackburne, va cessar en la seva activitat.

## Actualitat
Chater-Lea va rellançar formalment l'empresa com a fabricant de components de bicicletes de gamma alta al Regne Unit a la primavera del 2019, segons consta al seu lloc web i a un article aparegut a la revista Forbes. El febrer de 2020 es va anunciar que la revifada Chater-Lea havia assumit la gestió de Classic Lightweights, un repositori en línia complet sobre la història de la fabricació de components i bicicletes a la Gran Bretanya. El setembre de 2020 es va llançar aquest lloc web reconstruït i redissenyat.